# Don Lemmon
Don Lemmon (* 4. September 1968 in Warren, Ohio; † 10. Juni 2006 in Las Vegas, Nevada) war ein US-amerikanischer Ernährungsberater und Buchautor.

## Leben
Don Lemmon wuchs in der Kleinstadt Newton Falls in Ohio auf. Im Alter von 18 Jahren ging er zur United States Army, wo er in verschiedenen Einheiten Dienst tat.
Nach vier Jahren verließ er 1990 die Armee und zog an die amerikanische Westküste. Er hatte sich schon früh mit Ernährungsfragen befasst und wurde in Los Angeles schnell als erfolgreicher Ernährungsberater für Prominente wie Arnold Schwarzenegger, Eric Carlson, Laura Rubenstein, Alan Blair und Kate Beckinsale bekannt.
Schon bald verfasste er seine ersten Bücher, die in den Vereinigten Staaten zu Bestsellern wurden.
Am 19. Dezember 2003 heiratete Don Lemmon die ehemalige Pornodarstellerin Asia Carrera. Am 4. März 2005 wurde ihr erstes gemeinsames Kind geboren. Am 10. Juni 2006 starb Don Lemmon bei einem Autounfall auf dem Weg von Las Vegas nach Hause und hinterließ eine schwangere Frau und eine Tochter.